# Dom otwarty
Dom otwarty (tytuł oryg. The Open House) – amerykański film fabularny z 2018 roku, którego reżyserami i scenarzystami są Matt Angel oraz Suzanne Coote. W rolach głównych występują w nim Piercey Dalton i Dylan Minnette jako matka i syn, którzy wprowadzają się domku letniskowego na odludziu; na miejscu zaczyna dochodzić do niepokojących zdarzeń, a bohaterowie czują się prześladowani. Film został wydany w serwisie Netflix (w tym w jego polskojęzycznej odsłonie) 19 stycznia 2018.

## Opis fabuły
Wallace'owie zmagają się z kłopotami finansowymi. Po śmierci głowy rodziny, Naomi i jej nastoletni syn, Logan, przenoszą się do domku letniskowego należącego do krewnej. Mają tam mieszkać zupełnie za darmo. Posiadłość leży na odludziu i ma charakter domu otwartego − może być odwiedzana przez ludzi zainteresowanych jej kupnem. Zaczyna dochodzić do niepokojących zdarzeń. Bohaterowie czują, że ktoś ich prześladuje.

## Obsada
- Dylan Minnette − Logan Wallace
- Piercey Dalton − Naomi Wallace
- Sharif Atkins − Chris
- Patricia Bethune − Martha
- Aaron Abrams − Brian Wallace
- Matt Angel − policjant
- Paul Rae – hydraulik

## Recenzje
Film nie otrzymał pozytywnych recenzji. W serwisie IMDb średnia ocen użytkowników wynosi 3,3 na 10, a na portalu Filmweb 3,5 na 10.